# Caerphilly County Borough
Caerphilly County Borough (walisisch: Bwrdeistref Sirol Caerffili) ist eine Principal Area mit dem Status eines County Borough in Südwales. Namensgebend ist die Stadt Caerphilly.

## Geographie
Caerphilly grenzt im Süden an die City and County of Cardiff, im Südosten an die City of Newport im Osten an Torfaen, im Nordosten an Blaenau Gwent County Borough, im Norden an Powys, im Nordwesten an Merthyr Tydfil County Borough und im Westen an Rhondda Cynon Taf.
Das Gebiet des Verwaltungsbezirks besteht aus Teilen der historischen Grafschaften Glamorgan und Monmouthshire. Es entspricht in etwa dem Tal des Rhymney-Flusses (der historischen Grenze zwischen Glamorgan und Monmouthshire) sowie der mittleren Tälern des Sirhowy-Flusses und des Ebbw-Flusses in der südwalisischen Tälerlandschaft.

## Orte
- Abertridwr
- Bargoed
- Bedwas
- Brithdir
- Caerphilly
- Cwmcarn
- Deri
- Gelligaer
- Llanbradach
- Machen
- Oakdale
- Rhymney
- Risca
- Senghenydd
- Trethomas
- Ystrad Minach

## Bevölkerung
Caerphilly hat als County Borough 172.700 Einwohner(Stand 2009).  Größte Ortschaften sind die Stadt Caerphilly mit 31.300 Einwohnern, Risca, Blackwood, Bargoed, Newbridge und Rhymney.

## Geschichte
Caerphilly County Borough entstand 1996 aus den Districts Rhymney Valley der Grafschaft Mid Glamorgan und Islwyn der Grafschaft Gwent.

## Politik
Caerphilly gilt als Hochburg der Labour Party (Arbeitspartei, walisisch Y Blaid Lafur), die die Wahlkreise Caerphilly, Islwyn sowie Merthyr Tydfil und Rhymney sowohl 2005 bei den Unterhauswahlen als auch 2007 bei den Wahlen zur walisischen Nationalversammlung gewinnen konnte. 

### Kommunalwahlergebnisse
| Jahr | Labour | Plaid Cymru (Walisische Nationalpartei) | Conservative Party (Konservative) | Liberal Democrats (Liberaldemokraten) | Unabhängige Kandidaten |
| ---- | ------ | --------------------------------------- | --------------------------------- | ------------------------------------- | ---------------------- |
| 1995 | …      | …                                       | …                                 | …                                     | …                      |
| 1999 | 28     | 38                                      | 0                                 | 1                                     | 6                      |
| 2004 | 41     | 26                                      | 0                                 | 0                                     | 6                      |
| 2008 | 32     | 32                                      | 0                                 | 0                                     | 9                      |

## Sehenswürdigkeiten
- Aber Valley Heritage Museum
- Caerphilly Castle
- Cwmcarn Forest
- Machen Castle